# Homér

Jean Auguste Dominique Ingres – Homérova apoteóza (1827)

Homér (řecky Ὅμηρος Homéros) je jméno nejstaršího známého řeckého básníka a pěvce (aoida), jemuž se připisuje autorství epických básní Ilias a Odysseia, zakládajících děl starořecké i evropské literatury. Jeho jméno podle Wolfganga Schadewaldta znamenalo „záruka či rukojmí“,  podle starověkého historika Efora od jeho domnělé slepoty ze spojení ὁ μὴ ὁρῶν (ho mé horón) – „nevidící“, jako „Slepý“. Krom obou eposů se mu také připisují tzv. Homérské hymny, směšnohrdinský epos Batrachomyomachia (Válka žab a myší) parodující Ilias, lyrické básně na oslavu antických božstev, epigramy a další zlomky.
Homérská otázka je už od starověku řešený spor o Homérově autorství obou eposů, jeho životě i o tom, zda je postavou historickou nebo jen legendární. Dnes se obvykle předpokládá, že díla vycházejí ze starší ústní tradice a jejich podoba pochází z raného archaického období (cca 8. století př. n. l.) a Odysseia je mladší než Ilias. Básně jsou psány archaickým, tzv. homérským jazykem ve verších zvaných daktylský hexametr a jejich obsah se váže k trojské válce, která se hypoteticky datuje do začátku temného období (12. století př. n. l.). Proto se také hovoří o homérském období, homérském náboženství apod.

## Život
Již ve starověku o životě této postavy nebylo známo nic určitého. Jako Homérovo rodiště se uvádělo mnoho míst (Athény, Pylos, Kolofón, Argos), nejčastěji město Smyrna na maloasijském pobřeží nebo ostrov Chios. Legendu o Homérově životě zaznamenal v 5. století př. n. l. Hérodotos. Narodil se prý jako nemanželské dítě u řeky Meles nedaleko Smyrny a jeho původní jméno bylo Melésigenés (narozený u Melesu). Zemřel údajně na ostrově Íos. Většina pramenů se shoduje, že se jeho matka jmenovala Kreitheis, údaje o otci se rozcházejí. Všechna starověká vyobrazení jsou idealistická a neopírají se o skutečnost, na základě domnělého významu jeho jména jej představují většinou jako slepého starce. Pokud se vůbec jedná o historickou osobu, potom působil mezi léty 1200 až 700 př. n. l. Obvykle se ovšem uvádí počátek osmého století jako nejzazší hranice jeho života. Dřívější datum udává jen několik badatelů. Přes množství údajů, ovšem často si protiřečících, není dodnes jasné, zda osoba tohoto jména skutečně žila. Proti obvyklé představě Homéra jako slepého a chudého putujícího pěvce mluví důkladná znalost horní aristokratické vrstvy jeho děl, kterou takový putující básník nemohl mít.

## Dílo

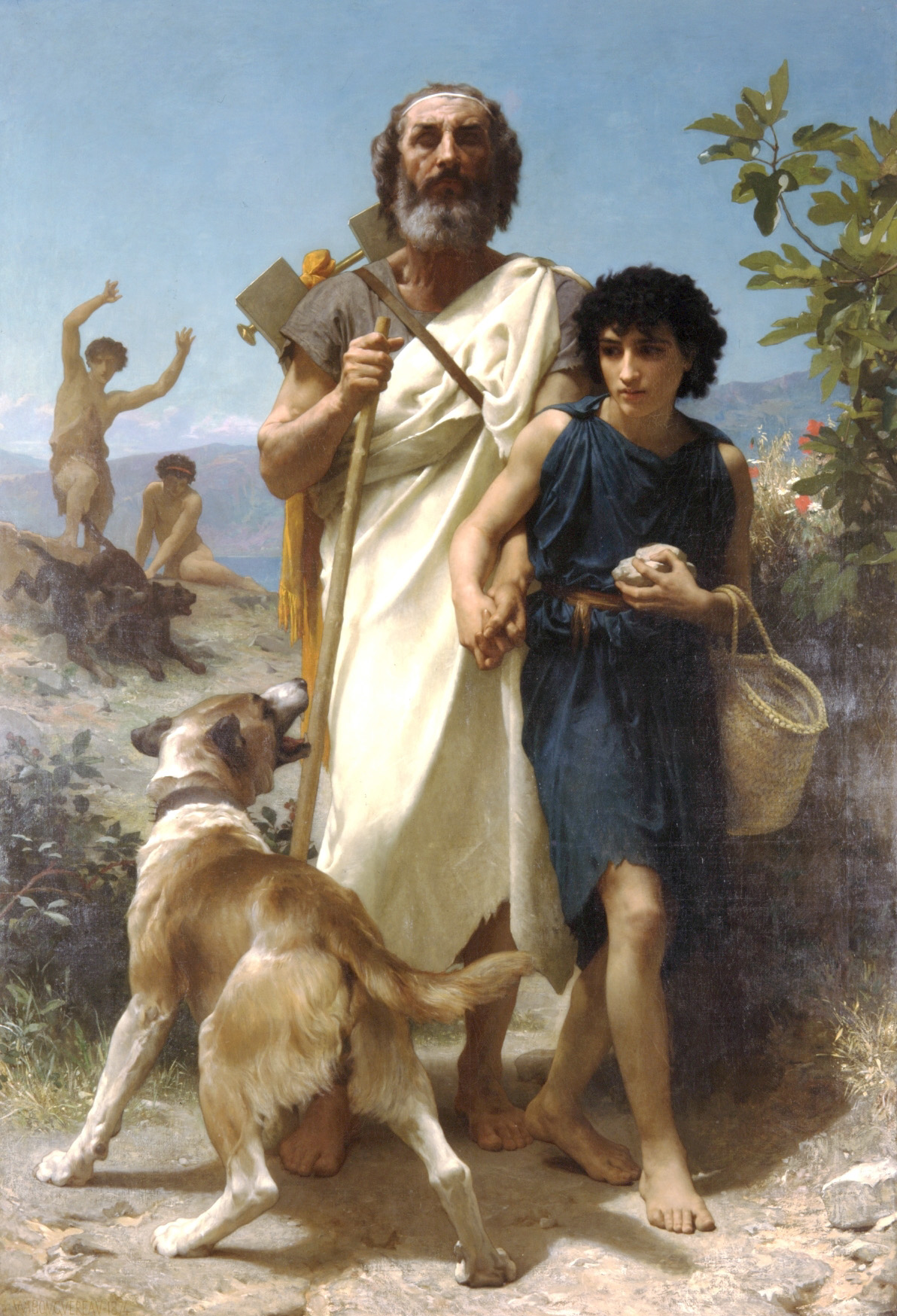
Slepý Homér se nechává vést. Obraz namaloval roku 1874 francouzský malíř William-Adolphe Bouguereau

Homér je obecně známý především jako autor dvou eposů stojících na počátku řecké a evropské literatury, Iliady a Odysseje. Skutečné autorství těchto děl je však sporné. Jistý se zdá původ eposů v řecké Malé Asii. Potvrzuje to jazyková analýza díla, podle níž jsou obě básně sepsány v iónském dialektu řečtiny. Ilias a Odyssea jsou první písemné doklady řeckých dějin a jimi podle klasického mínění začínají evropské kulturní a duchovní dějiny.

### Jazyk a redakce eposů
Základním jazykem je iónština archaické doby, místy prostoupená příklady v aiolském dialektu a zjevně podáními staršího původu. Mnohé verše se vlivem ústního předávání básní opakovaně vynořují jako výplně mezer, jako okřídlená slova. Až do helénizmu existovalo několik redakcí eposů, první redakce (první písemné zaznamenání) se připisuje podnětu athénského tyrana Peisistrata či jeho syna Hipparcha. Dnes užívané znění pochází od Aristarcha ze Samothráky, který básně rozdělil do rovněž po dnešek užívaných zpěvů.

### Doba vzniku eposů
K časovému zařazení homérských eposů se použila různá srovnání. Posloužila k němu epika Hésioda z Asker, vzniklá v 7. století př. n. l. Nabízí se také tzv. „Nestorův pohár“, zlatá zdobená nádoba, uchovávaná dnes v Národním archeologickém muzeu v Athénách, pocházející z doby kolem 720 př. n. l., jejíž výzdoba souhlasí s některými scénami, jak je líčí Homér. Důležité je rovněž historické klima druhé poloviny 8. stol. př. n. l., příznivé pro vznik eposů, protože od 7. století již v Řecku neexistovala nepopiratelná šlechtická kultura, jejíž jsou eposy oslavou. Dalším bodem pak jsou partie Iliady, které možná odkazují na události 7. století. Všechny tyto odkazy však nejsou jednoznačné. Kromě toho se dají partie Iliady vyložit i jinak a literatura ostatně může být anachronická, proto je datování na základě historických událostí obtížné. Většina stop však ukazuje na druhou polovinu 8. století.

### Homérské hymny a jiná sporná díla
Homérovy antické životopisy připisují Homérovi kromě dvou nejznámějších eposů i další literární díla. Převážně se bezpochyby jedná o díla připsaná mu neprávem, často je dnes známe ve zlomcích, v úplnosti se dochoval krátký parodický epos Žabomyší válka.
Obzvlášť sporné je autorství také Homérovi připisovaných 33 básní, zvaných Homérské hymny, básní opěvujících bohy. Stojí oběma eposům stylisticky blízko. Rhapsódi je přednášeli na počátku své recitace. Nejznámější z nich jsou Hymnus na Apollóna a Hymnus na Afrodítu.

## Homérská otázka
Homérská otázka je literárněvědný spor o osobu Homéra a původ obou Homérových eposů. Jde přitom o problém, zda Homér (pokud skutečně žil) je opravdu autorem obou eposů – což je ovšem filologicky nepravděpodobné, neboť mezi Iliadou a Odysseou leží jazykově přibližně 50 let – nebo zda je pod jménem Homér shrnuto víc různých básníků, kteří sepsali starší, ústně tradovanou látku. Spor vychází ze skutečnosti, že v eposech se vyskytují místa s porušením časové linie, navzájem si odporující nebo s jinými nedostatky.
O osobu Homéra a původ jeho děl rozpoutal spor roku 1795 německý klasický filolog Friedrich August Wolf spisem Prolegomena ad Homerum. Podle něj je více neznámých básníků původci menších zpěvů, z nichž v Peisistratově době jeden básník složil celé dílo. Po něm se vytvořila konzervativní škola, která připouštěla víceméně volnou absorpci předchozích existujících zpěvů při tvorbě Iliady a Odysseje i existenci závažných interpolací (vpisů do textu), ale připisovala hlavní úsilí při tvorbě děl geniálnímu básníkovi působícímu v předhistorické době. Další významnou osobou sporu byl Gottfried Hermann, který předpokládal, že dva neznámí básníci, zpívající o hněvu Achillově a návratu Odyssea získali v rané době takovou slávu, že zatlačili do pozadí ostatní příběhy vyprávějící o Tróji a jejich příběhy byly rozhojněny dalšími generacemi rhapsódů. Některé části Iliady se mu nicméně zdály starší než báseň o hněvu Achilově. Různí další autoři se v Iliadě a Odysseji pokoušeli najít jednotlivé původní písně nebo původní jádro, vždy se však od sebe odlišovali. Homérská otázka dodnes zůstává nerozřešena, blízké pravdě se zdá jen to, že každý epos má jiného autora, že Odyssea má autora jednoho, že Odyssea je mladší než Iliada. Nepochybné je, že eposy mají kořeny (třeba některé obraty) už v době blízké událostem, které popisují.

## Kulturní význam Homérových eposů
Homérské eposy se u Řeků těšily ohromné úctě. Byly považovány za nejvyšší poezii a přednášely se o největších slavnostech. Ve školním vyučování se užívaly jako vzor. Řekům, politicky rozděleným, také pomáhaly vytvářet společné řecké vědomí. Homérská témata byla všudypřítomná v antické řecké literatuře a hojně zastoupená i v pozdější literatuře evropské. Mnohé obraty a okřídlená slova pocházejí z Homérových eposů (dokonce i samo spojení „okřídlená slova“). Ilias a Odyssea byly tak dokonalými díly svého žánru, že srovnatelná epická díla již v řecké literatuře nevznikla a pozdější básníci (Kallimachos z Kyrény) se snažili epické básnictví oživit pomocí odlišných přístupů.

### Díla dostupná online
- HOMÉROS. Homerova Odysseia. Překlad Antonín Škoda. Svazek 1. díl. Praha: Č. ak. císaře Františka Josefa pro vědy, slovesnost a umění, 1902. 201 s. Dostupné online.
- HOMÉROS. Příhody Odysseovy. Překlad Otmar Vaňorný. Praha: Jan Laichter, 1922. 112 s. Dostupné online.
- HOMÉROS. Homerova Ilias. Překlad Antonín Škoda. 2. vyd. Svazek 1. díl. Praha: Česká akademie císaře Františka Josefa pro vědy, slovesnost a umění, 1911. 244 s. Dostupné online.
- HOMÉROS. Homérova Ilias. Překlad Otmar Vaňorný. 3. vyd. Praha: Jan Laichter, 1942. 683 s. Dostupné online.